# Schande von Basel
Als Schande von Basel wird das am 13. Mai 2006 im Rahmen der Schweizer Fussballmeisterschaft ausgetragene Spiel zwischen dem FC Basel (FCB) und dem FC Zürich (FCZ) am letzten Spieltag der Saison 2005/06 bezeichnet. Durch ein Tor in der letzten Minute der dreiminütigen Nachspielzeit zum 2:1-Auswärtssieg des FCZ machten die Zürcher ihrem Konkurrenten unmittelbar vor dem Abpfiff den schon sicher geglaubten Meistertitel streitig. Im Anschluss kam es zu einem Platzsturm von Basler Hooligans, die unter anderem auch Spieler des FCZ attackierten. Als Folge der Diskussionen um die Schande von Basel wurde das Konkordat über Massnahmen gegen Gewalt anlässlich von Sportveranstaltungen (Hooligan-Konkordat) 2010 in Kraft gesetzt.

## Ausgangslage
In der Partie trafen die beiden Anwärter auf den Schweizer Meistertitel 2006 aufeinander. Der FC Basel hatte die Tabelle der Schweizer Super League von der sechsten bis zur vorletzten (35.) Spielrunde angeführt. Drei Punkte dahinter lag der FC Zürich, der aber das bessere Torverhältnis aufwies. Aufgrund dieser Konstellation brauchte der FC Basel zumindest ein Remis, um die Meistertitel von 2003/2004 und 2004/2005 zu verteidigen und einen Titelhattrick zu erzielen. Der FC Zürich hingegen brauchte zum Gewinn der ersten Meisterschaft seit der Saison 1980/81 einen Sieg im Basler »Joggeli«. Die Favoritenrolle lag beim FC Basel, der in den vorangegangenen 59 Heimspielen unbesiegt geblieben war und auch keines der drei vorherigen Duelle mit dem FCZ in der laufenden Saison verloren hatte: einem 2:1-Heimsieg der Basler am 30. Juli 2005 folgten ein 4:2-Sieg am 16. Oktober 2005 und ein 1:1 am 12. Februar 2006 im Zürcher Letzigrund.

## Spielverlauf
Aggressivität und körperlicher Einsatz waren gross. Nach fünf Minuten musste FCZ-Spieler César nach einem Zusammenprall mit Reto Zanni (FCB) verletzungsbedingt ausgewechselt werden. Nach etwa 15 Minuten hatte der FCZ die erste Torchance, als Gökhan Inler Basels Torhüter Pascal Zuberbühler zu einer Parade zwang. Die erste Chance für Basel hatte Zanni, der nach einem Freistoss von Mladen Petrić aus elf Metern über das Tor zielte. 
In der 28. Minute musste Zürich zum zweiten Mal verletzungsbedingt auswechseln, weil Raffael wegen Oberschenkelproblemen nicht mehr weiterspielen konnte. Wenige Minuten später erzielte Alhassane Keita das Führungstor für die Gäste. In der Schlussviertelstunde der ersten Halbzeit kam der FCB noch zu drei Möglichkeiten, scheiterte jedoch stets an Zürichs Torhüter Leoni bzw. unmittelbar vor dem Pausenpfiff am FCZ-Abwehrchef Iulian Filipescu. In der 72. Minute erzielten die Basler durch einen von Petrić direkt verwandelten Freistoss aus rund 22 Metern Torentfernung den Ausgleichstreffer. Die dreiminütige Nachspielzeit war fast zu Ende, als der Zürcher Verteidiger Florian Stahel eine Flanke nach innen schlug, die der ehemalige rumänische Nationalspieler Filipescu im Fünfmeterraum zum 1:2-Endstand verwandelte.

## Ausschreitungen
Unmittelbar nach dem Schlusspfiff stürmten Basler Hooligans auf das Spielfeld und verfolgten unter anderem die FCZ-Torschützen Iulian Filipescu und Alhassane Keita.
Die Ausschreitungen setzten sich anschliessend auch ausserhalb des Stadions fort und dehnten sich in Richtung Innenstadt aus. Bis in die Nacht hinein ging ein grosses Polizeiaufgebot gegen Randalierer vor. Mehrere Personen mussten verletzt ins Spital eingeliefert werden und es kam zu zahlreichen Festnahmen. Die rund 500 mitgereisten FCZ-Fans konnten unbehelligt ihre Heimreise im Sonderzug nach Zürich antreten.
Die Krawalle liessen 115 Verletzte und einen Sachschaden von mehr als 400'000 Franken zurück.

## Strafen
Wenige Wochen nach dem Spiel wurden von der Disziplinarkommission der Swiss Football League die ersten Urteile gefällt.
Der FC Basel wurde dazu verurteilt, die ersten beiden Heimspiele der Saison 2006/07 vor leeren Rängen zu bestreiten und in den drei darauffolgenden Heimspielen den kompletten Sektor D (die «Muttenzerkurve») geschlossen zu lassen. Ausserdem wurde eine Geldstrafe von 80'000 Franken verhängt.
In der Summe war es die härteste Strafe, die bis dahin für einen Schweizer Verein ausgesprochen worden war. In dem Urteilsspruch wird ausdrücklich darauf hingewiesen, dass dem gastgebenden Verein weder ein Verschulden noch ein Vorsatz oder Grobfahrlässigkeit angelastet werden kann. Das Urteil begründet sich ausschliesslich auf ein pflichtwidriges Verhalten des FC Basel durch Mängel in der Organisation. So waren viel zu wenig Ordner eingesetzt, die den Platzsturm hätten verhindern können, während die Polizei zu diesem Zeitpunkt nahezu ausschliesslich mit der Bewachung des Gäste-Sektors beschäftigt war. Zudem wirkte sich strafverschärfend aus, dass es bereits am 2. Dezember 2001 während eines Heimspiels gegen den anderen Zürcher Verein Grasshoppers (4:5) zu Ausschreitungen in der «Muttenzerkurve» gekommen war, die daraufhin in einem der folgenden Heimspiele geschlossen blieb.
Der Gastverein FC Zürich wurde «wegen ungebührlichem Verhaltens seiner Fans» mit einer Geldstrafe von 30'000 Franken belegt.
Im November 2008 wurden vom Basler Strafgericht 26 Personen (25 Männer und eine Frau) verurteilt, die aktiv an den Ausschreitungen innerhalb und ausserhalb des Stadions beteiligt waren. Die Höchststrafen beliefen sich auf bedingte Freiheitsstrafen von bis zu zwölf Monaten und bedingte Geldstrafen von bis zu 210 Tagessätzen mit schwerem Verschulden. Unter den Verurteilten war auch ein 25-Jähriger, der nur wegen Beteiligung an den Krawallen mit einer Geldstrafe belegt wurde, aber nicht wegen seines tätlichen Angriffs auf den Zürcher Meistertorschützen Iulian Filipescu. Diesen Vorwurf hatte das Gericht fallen lassen, weil der Angeklagte bei seinem Angriff auf einen sich aggressiv wehrenden Spieler traf und dabei selbst einen Rippenbruch erlitt.

## Auswirkungen
Die Schande von Basel bildete den Ausgangspunkt einer breiten öffentlichen Diskussion in der Schweiz, wie mit gewalttätigen Fussballfans, Hooligans und Radaubrüdern im Umfeld von Sportveranstaltungen im Allgemeinen umgegangen werden soll.
Am 1. Januar 2010 trat als Folge dieser Diskussion ein sogenanntes »Hooligan-Konkordat« in sämtlichen Kantonen in Kraft. Das interkantonale Konkordat ermöglicht staatliche Massnahmen gegen Gewalttäter im Umfeld von Sportveranstaltungen und definiert unter anderem das Mitführen und die Verwendung von Pyrotechnik als Gewalt im Sinne des Konkordats. 2012 wurde ein erweitertes Hooligan-Konkordat eingeführt, den Beitritt zu diesem lehnten die beiden Basler Kantone Basel-Stadt und Basel-Landschaft als schweizweit einzige Kantone jedoch ab.

## Statistik
| Paarung   | FC Basel – FC Zürich |
| Ergebnis  | 1:2 (0:1) |
| Datum     | 13. Mai 2006 |
| Stadion   | St. Jakob-Park, Basel |
| Zuschauer | 32.712 |
| Tore      | 0:1 Keita (30.) 1:1 Petrić (72.) 1:2 Filipescu (90.+3') |
| FC Basel  | Pascal Zuberbühler – Bruno Berner, Daniel Majstorović, Papa Malick Ba, Reto Zanni – Kōji Nakata, Ivan Ergić, Matías Delgado (90. Boris Smiljanić), Scott Chipperfield (86. Mile Sterjovski) – Eduardo Adelino da Silva (56. César Carignano), Mladen Petrić Cheftrainer: Christian Gross |
| FC Zürich | Johnny Leoni – Steve von Bergen, Florian Stahel, Iulian Filipescu, Marc Schneider – Xavier Margairaz, Blerim Džemaili, Gökhan Inler – César (6. Alain Nef), Raffael (28. Alexandre Alphonse), Alhassane Keita Cheftrainer: Lucien Favre                                                  |